# Адміністративний устрій Горностаївського району
Адміністративний устрій Горностаївського району — адміністративно-територіальний поділ Горностаївського району Херсонської області на 2 селищні територіальні громади та 1 сільську територіальну громаду, які об'єднують 29 населених пунктів та підпорядковані Горностаївській районній раді. Адміністративний центр — смт Горностаївка.

## Список громад Горностаївського району
| № | Назва                            | Центр            | Населені пункти | Площа км² | Місце за площею | Населення (2015), осіб | Місце за населенням |
| - | -------------------------------- | ---------------- | --- | --------- | --------------- | ---------------------- | ------------------- |
| 1 | Горностаївська селищна громада   | смт Горностаївка | с. Василівка с. Велика Благовіщенка с. Вільне смт Горностаївка c. Заводівка с. Зелений Под c. Козачі Лагері с. Кочубеївка с. Красне с. Лопатки c. Маринське с. Нова Благовіщенка с. Нові Олешки с. Новоєлизаветівка c. Ольгине c. Славне с. Софіївка c. Червоноблагодатне с. Ясна Поляна |           |                 |                        |                     |
| 2 | Костянтинівська сільська громада | c. Костянтинівка | с. Антонівка с. Братолюбівка c. Дубівка с. Запорізьке с. Зірка c. Костянтинівка с. Миколаївка с. Старолук'янівка c. Червона Поляна |           |                 |                        |                     |
| 3 | Любимівська селищна громада      | смт Любимівка    | с. Василівка с-ще Завітне с. Каїри с. Комишанкас. Лук'янівка с. Софіївка |           |                 |                        |                     |

* Примітки: м. — місто, с-ще — селище, смт — селище міського типу, с. — село